# Округ Хаскел (Тексас)
Округ Хаскел (енгл. Haskell County) је округ у америчкој савезној држави Тексас. По попису из 2010. године број становника је 5.899.

## Демографија
Према попису становништва из 2010. у округу је живело 5.899 становника, што је 194 (3,2%) становника мање него 2000. године.
| Група             | 2000.         | 2010.         |
| Белци             | 4.600 (75,5%) | 4.148 (70,3%) |
| Афроамериканци    | 170 (2,8%)    | 220 (3,7%)    |
| Азијати           | 9 (0,1%)      | 31 (0,5%)     |
| Хиспаноамериканци | 1.249 (20,5%) | 1.414 (24,0%) |
| Укупно            | 6.093         | 5.899         |